# Nagrada hrvatskog glumišta za svekoliko umjetničko djelovanje
Popis dobitnika Nagrade hrvatskog glumišta za svekoliko umjetničko djelovanje. Svake godine se dodjeljuje jedna nagrada za dramu i jedna za operu, operetu, mjuzikl, balet ili ples. 
- 1992./1993. Vjera Žagar Nardelli, Fabijan Šovagović
- 1993./1994. Sanda Langerholz, Josip Marotti
- 1994./1995. Tomislav Neralić, Pero Kvrgić
- 1995./1996. Ruža Pospiš Baldani, Relja Bašić
- 1996./1997. Milko Šparemblek, Boris Dvornik
- 1997./1998. Sonja Kastl, Vanja Drach
- 1998./1999. Ivan Đani Šegina, Marija Kohn
- 1999./2000. Vlado Štefančić, Tonko Lonza
- 2000./2001. Mirka Klarić, Nada Subotić
- 2001./2002. Vesna Butorac Blaće, Milka Podrug-Kokotović
- 2002./2003. Ratomir Kliškić, Vladimir Gerić
- 2003./2004. Miljenko Vikić, Mišo Martinović
- 2004./2005. Petar Selem, Neva Rošić
- 2005./2006. Boris Pavlenić, Eliza Gerner
- 2006./2007. Milana Broš, Boris Buzančić
- 2007./2008. Nada Ruždjak, Božidar Violić
- 2008./2009. Nenad Lhotka, Georgij Paro
- 2009./2010. Lili Čaki, Joško Juvančić
- 2010./2011. Nada Puttar-Gold, Zlatko Crnković
- 2011./2012. Richard Simonelli, Zlatko Vitez
- 2012./2013. Dunja Vejzović, Edita Karađole
- 2013./2014. Nevenka Petković Sobljeslavski, Špiro Guberina
- 2014./2015. Miro Belamarić, Božidar Boban
- 2015./2016. Veronika Durbešić, Inge Appelt
- 2016./2017. Vladimir Kranjčević, Zdenka Heršak
- 2017./2018. Blaženka Milić, Mustafa Nadarević[1]
- 2018./2019. Nikša Bareza, Krunoslav Šarić
- 2019./2020. Giorgio Surian, Ivica Boban
- 2020./2021. Ivanka Boljkovac, Ivica Kunčević
- 2021./2022. Vlasta Knezović, Maja Bezjak
- 2022./2023. Želimir Mesarić, Branka Beretovac-Vondraček
- 2023./2024. Helena Buljan, Gertruda Munitić